# Michel Jansen
Michel Jansen (Vriezenveen, 3 maart 1966) is een Nederlands voetbalcoach.
Als speler kwam hij uit voor  DETO uit Vriezenveen, Heracles Almelo, STEVO uit Geesteren en Excelsior '31.
Jansen trainde  STEVO (A- en B-jeugd), DOS '19 (A-jeugd), Excelsior '31 en zes seizoenen HHC Hardenberg voor hij in 2008 bij FC Twente kwam. Met HHC Hardenberg won hij de Zaterdag Hoofdklasse C en in 2007 kreeg hij de Rinus Michels Award. Bij Twente werd hij Hoofd Opleiding Voetbalzaken en Jansen behaalde in 2011 zijn diploma Coach Betaald Voetbal.
In april 2013 werd Jansen aan de staf van het eerste team toegevoegd na het opstappen van Steve McClaren. Interim-coach Alfred Schreuder bezat niet de juiste papieren en mocht het seizoen niet afmaken. Op papier was Jansen de hoofdtrainer maar hij en Schreuder fungeerden als een ad-interim duo. In het seizoen 2013/14 fungeerde hij als hoofdtrainer en nam hij ook de persconferenties en andere zaken met de media onder zijn hoede. Per 1 juli 2014 werd hij opgevolgd door Schreuder, die inmiddels de benodigde papieren had gehaald, en Jansen werd assistent. In het seizoen 2015/16 is Jansen trainer van Jong FC Twente wat teruggetrokken is uit de Eerste divisie en speelt in de Reservecompetitie. Na het seizoen 2017/18 moest hij vertrekken bij FC Twente. Hij trad vervolgens in dienst bij sc Heerenveen als assistent-trainer van Jan Olde Riekerink.